# Ficus paracamptophylla
Ficus paracamptophylla är en mullbärsväxtart som beskrevs av Edred John Henry Corner. Ficus paracamptophylla ingår i släktet fikonsläktet, och familjen mullbärsväxter. Inga underarter finns listade i Catalogue of Life.